# Politik & Kultur
Politik & Kultur. Zeitung des Deutschen Kulturrates (puk) ist eine vom Deutschen Kulturrat (Berlin) bis 2018 sechsmal und seit 2019 zehnmal jährlich von Olaf Zimmermann und Theo Geißler herausgegebene Zeitung. Sie wird gefördert aus Mitteln vom Beauftragten der Bundesregierung für Kultur und Medien auf Beschluss des Deutschen Bundestages.
Politik & Kultur informiert zu kulturpolitischen Fragestellungen und berichtet aktuell über die Kulturlandschaft Deutschlands, und dies nicht nur aus den bekannten Metropolen. Berücksichtigt werden Themen wie Bibliotheken, Kultur und Kirche, das weite Feld der kulturellen Bildung und Soziokultur, Auswärtige Kultur- und Bildungspolitik, Digitalisierung und vieles mehr. Die Zeitung berichtet auch aus den Sektionen des Deutschen Kulturrates:
- Deutscher Musikrat
- Rat für darstellende Kunst und Tanz
- Deutsche Literaturkonferenz
- Deutscher Kunstrat
- Rat für Baukultur
- Deutscher Designtag
- Deutscher Medienrat – Film, Rundfunk und Audiovisuelle Medien
- Rat für Soziokultur und kulturelle Bildung.

Politik & Kultur wird nach einem Editorial von Olaf Zimmermann gegliedert in die Rubriken Aktuelles, Inland, Europa, Internationales, Kulturelles Leben, Medien, Netzkultur und andere wechselnde Themenbereiche. In jeder Ausgabe widmet Politik & Kultur einem aktuellen Thema einen Schwerpunkt, der zwischen sieben und neun Seiten umfasst. Regelmäßig liegen Politik & Kultur Dossiers und Beilagen, die sich umfassend mit einem Thema auseinandersetzen, bei. Politik & Kultur ist in Bahnhofsbuchhandlungen, auf Flughäfen, im Online-Shop sowie im Abonnement erhältlich. Alle Politik & Kultur-Ausgaben können auf der Website des Deutschen Kulturrates als E-Paper (PDF) kostenfrei geladen werden.
Von Juli 2012 bis April 2018 erschien in jeder Ausgabe die stets aktuell gehaltene Rote Liste Kultur, um auf bedrohte oder geschlossene Kulturstätten und Einrichtungen hinzuweisen, wie etwa Theater, Museen, Initiativen, Vereine, Programme, Archive, Bibliotheken, soziokulturelle Projekte, Bürger- oder Filmhäuser.